# Дактилологія

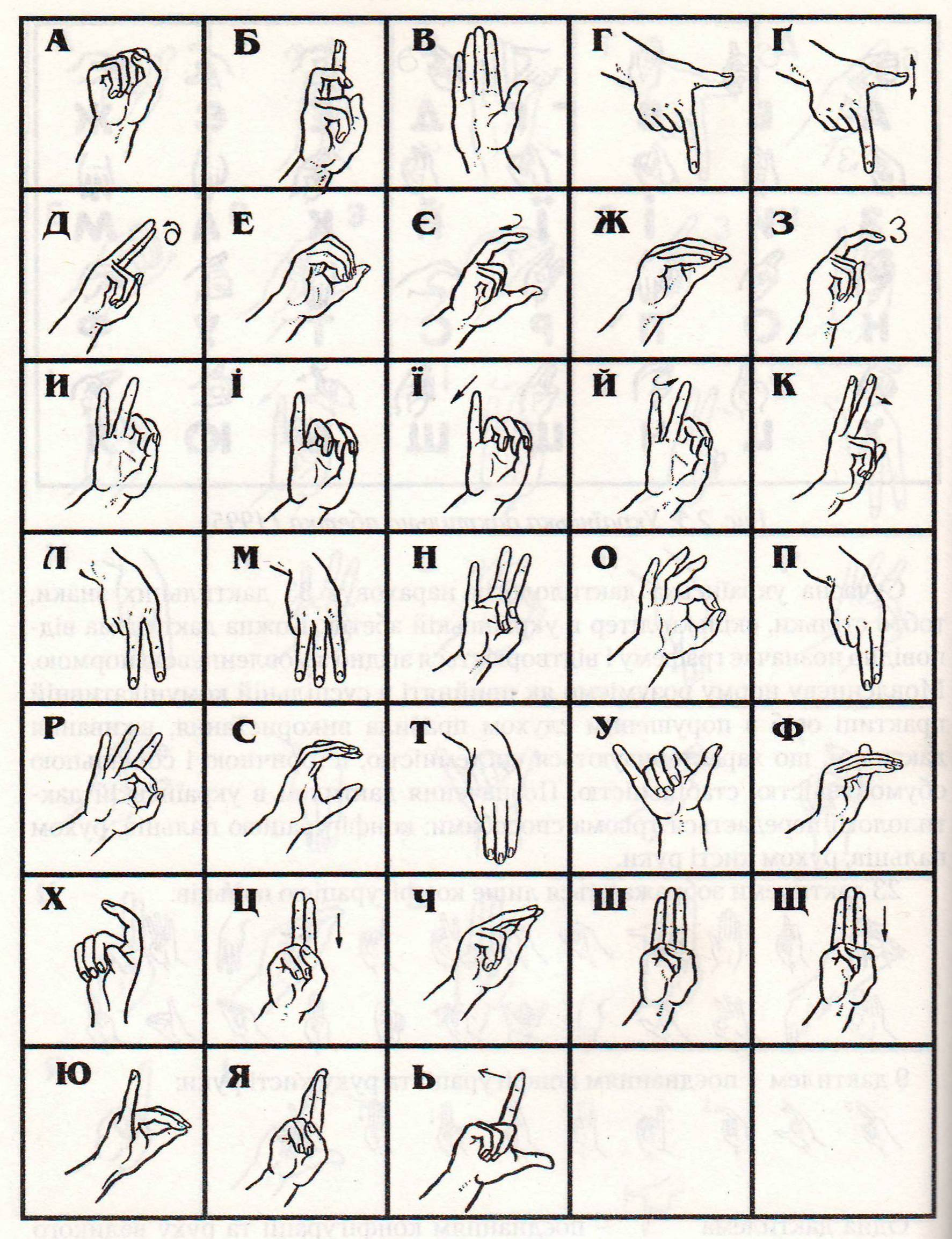
Українська дактильна абетка, 2003

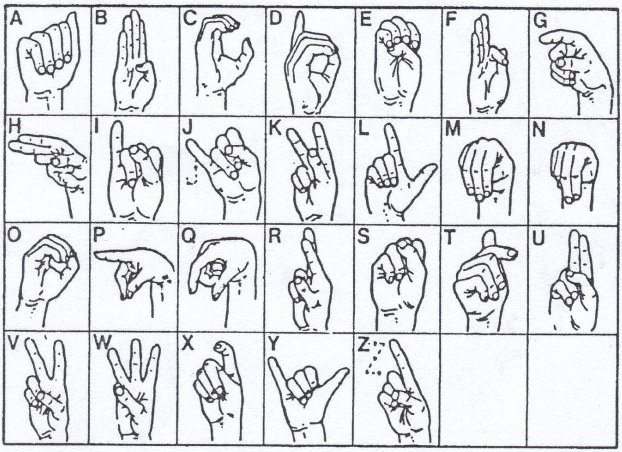
Міжнародна дактильна абетка

Дактилологія — (дав.-гр. δάκτυλος — палець + дав.-гр. λόγος — слово) — це учіння, що чітко відображає специфіку спілкування: слово або поняття, яке позначається (передається) пальцями; специфічний засіб спілкування глухих осіб; система пальцевих знаків, що використовується як засіб комунікації, своєрідна форма мовлення, що базується на використанні пальців рук. Термін загальноприйнятий і широко використовується як у вітчизняній, так і у зарубіжній сурдопедагогічній літературі.

## Опис
Дактильне мовлення — комунікація за допомогою пальцевої абетки.
Кожна літера зображується певним положенням пальців руки, що позначає дактильний знак — дактилема.
Дактилеми, розташовані в певній послідовності, є дактильною абеткою. Дактильна абетка є аналогом національного писемного алфавіту і застосовується як засіб передавання рідкісних і незнайомих слів; тісно пов'язана з вербальною мовою і писемністю.
Дактилеми відтворюють знаки, функціонально аналогічні до літерної абетки; і за обрисами багато з них віддалено нагадують літери друкованого шрифту (зокрема, «о», «м», «г», «ш»). Кожне положення пальців при цьому означає літеру.
Процес спілкування на дактилі (дактилологія) відбувається таким чином, що мовець показує літери дактилем, а сприймаючий стежить за рухом руки візуально. Якщо ж зір людини не дозволяє йому бачити знаки, і він сприймає їх дотиково, то таке спілкування називається дактильно-контактним мовленням (ДКМ) . Якщо ж при спілкуванні з глухосліпими людьми на долоні іншої людини пальцями відтворюють обрис літер, то це вже не дактилологія, а письмо на долоні, або так звана дермографія. Вона використовується, якщо мовець не володіє спеціальною азбукою.
На даний час у світі існує понад 40 таких абеток і систем. Кількість знаків у «пальцевій абетці» залежить від знаків у абетці мови, хоча не завжди вони рівні. У Росії, наприклад, 30 знаків передають 33 літери кирилиці. У Китаї 30 знаків передають символи фонетичного алфавіту «піньінь», яким користуються в наш час.
Хоча пальцеві абетки можуть служити досить прийнятним засобом спілкування, жодна з них не передбачає великих літер, знаків пунктуації або знаку пробілу між словами. Використання таких абеток також обмежене в частині передачі назв і імен, іноземних слів і слів, що виражають емоції; якщо тільки обидва співрозмовники не знають добре, про що йде мова.
При використанні дактилології оволодіння письмовими нормами мови значно полегшується. Засвоєна дітьми дактильна мова може бути використана як перша мовна форма (до оволодіння усною і письмовою формами мови). Може використовуватися як основний засіб навчання словесній мові в спеціалізованих навчальних закладах.

## Типи

### Дактильне мовлення і маноральне мовлення (cued speech)
При дактильному мовленні точно дотримуються традиційних норм правопису. У процесі маноральної системи мовлення, тобто при візуальному зчитуванні з губ, той що говорить руками подає співрозмовнику допоміжні знаки, які допомагають глухому вловити важко помітну візуально різницю між дзвінкими і глухими (г — к; д — т; б — п тощо), твердими і м'якими (т — ть, с — сь тощо) звуками (наприклад, п'ястя, що лежить на грудях, означає дзвінкий, а віддалене від грудей — глухий звук).

### Одноручна та дворучна
У більшості «пальцевих абеток» використовується одна рука. Вважається, що це «більш зручно», так як друга рука вільна для інших дій. Однак, є системи, де використовуються обидві руки (наприклад, в мовах сім'ї британської жестової мови — у британській, австралійській та новозеландській жестових мовах. Найперша згадка про абетку, що використовує обидві руки, зустрічається у книзі «Дідаскалокофус, або Керівництво для глухих і німих людей» (1680). Серед дворучних систем, котрі з'явилися згодом, була Дігіті-Лінгва (1698). Сучасна пальцева абетка з використанням двох рук, як вважають, походить від однієї з версій «Дігіті-Лінгва».

## Виноски
1. ↑  Кульбіда С. В. Українська дактилологія: науково-методичний посібник. — Київ: Педагогічна думка, 2007. — 256 с. — с. 100
2. ↑  «Азбука чутких рук», авт. Ю.Крылатов, л., ЛВЦ ВОГ, 1988